# 熊本県立天草支援学校
熊本県立天草支援学校（くまもとけんりつ あまくさしえんがっこう）は、熊本県天草市本町新休にある公立特別支援学校。

## 学部
- 小学部
- 中学部
- 高等部

## 沿革
- 1974年（昭和49年）
  - 4月1日 - 本渡市立亀場小学校旧校舎1棟を借用し熊本県立天草養護学校開校
  - 9月1日 - 本渡市本町大字新休字下天面に移転
- 1987年（昭和62年）4月8日 - 校歌制定
- 1991年（平成2年）4月1日 - 高等部設置
- 2012年4月1日 - 天草支援学校に校名変更